# Candida (micologia)
Candida Berkhout, 1923 è un genere di lieviti, la cui specie più importante è Candida albicans che causa infezioni fungine nell'uomo e negli animali, definite candidosi.
Coltivate in laboratorio in piastre agar, le colonie di candida appaiono tondeggianti e di colore bianco o crema. Da questa caratteristica deriva il nome latino albicans, che significa biancastro.

## Habitat
Molte specie di Candida fanno parte della normale flora microbica della pelle, della bocca, del tratto gastroenterico e della vagina e diventano patogeni solo in situazioni particolari.
Le stesse specie di Candida presenti nell'uomo sono state trovate anche in molti vertebrati e a volte persino negli insetti (p.es. Candida blankii, v. sotto). Altre specie potrebbero essere invece specifiche degli insetti (p.es. Candida blattae, Candida insectorum).
Esistono specie di Candida adattate ad ambienti molto particolari (di solito in modo non esclusivo). Candida kefyr è presente nel latte acido ed è uno dei microrganismi capaci di convertire il lattosio in alcool (mentre altri lo convertono in acido lattico). Candida theae è stata trovata in bevande a base di tè. Candida krusei è comunemente presente nei semi di cacao. Candida blankii è presente in alcuni fiori e negli stomaci delle api che ne raccolgono il nettare. Candida sake è stata trovata nelle acque marine vicine all'Antartide. Addirittura, Candida kerosenae fu scoperta nel 2011 nel kerosene usato per gli aerei.

## Tassonomia

### Sinonimi
- Asporomyces Chaborski, Rech. Levures Thermophiles Cryophiles, [Thèse Genève]: 26 (1918)
- Azymocandida E.K. Novák & Zsolt, Acta microbiol. hung. 7: 100 (1961)
- Azymoprocandida E.K. Novák & Zsolt, Acta microbiol. hung. 7: 100 (1961)
- Blastodendrion (M. Ota) Cif. & Redaelli, Atti Ist. bot. R. Univ. Pavia, 3 Sér. 2: 193 (1925)
- Castellania C.W. Dodge, Medical mycology. Fungous diseases of men and other mammals: 246 (1935)
- Endoblastoderma B. Fisch. & Brebeck, Morph., Biol. System. Kahmpilze (Jena): 1-52 (1894)
- Eutorula H. Will, Centbl. Bakt. ParasitKde, Abt. II 46: 241 (1916)
- Eutorulopsis Cif., Atti Ist. bot. R. Univ. Pavia, 2 Sér. 3: 143 (1925)
- Microanthomyces Grüss, Jb. wiss. Bot. 66: 177 (1926)
- Myceloblastanon M. Ota [as 'Myzeloblastenon'], Dermat. Wochenschr. 78: 221, 224 (1924)
- Myceloblastanon subgen. Blastodendrion M. Ota, Dermat. Wochenschr. 78: 216-264 (1924)
- Mycocandida Langeron & Talice, Annls Parasit. hum. comp. 10: 56 (1932)
- Mycotorula H. Will, Centbl. Bakt. ParasitKde, Abt. II 46: 263 (1916)
- Mycotorula subgen. Mycotoruloides (Langeron & Talice) Verona, Nuovo G. bot. ital. 40(2) (1933)
- Mycotoruloides Langeron & Talice, Annls Parasit. hum. comp. 10: 48 (1932)
- Parasaccharomyces Beurm. & Gougerot, Tribune Méd., (Paris) 42: 502 (1909)
- Paratorulopsis E.K. Novák & Zsolt, Acta microbiol. hung. 7: 101 (1961)
- Parendomyces Queyrat & Laroche, Bull. Mém. Soc. Med. Hôpit. Paris, Sér. 3 28: 136 (1909)
- Procandida E.K. Novák & Zsolt, Acta microbiol. hung. 7: 100 (1961)
- Pseudomonilia A. Geiger, Centbl. Bakt. ParasitKde, Abt. II 27: 134 (1910)
- Syringospora Quinq., Arch. Physiol. Norm. Pathol. 1: 293 (1868)
- Thailandia Vardhan., Sydowia 13(1-6): 102 (1959)
- Thrombocytozoons Tchacarof, (1963)
- Torulopsis Berl., Giorn. Vitic. Enol.: 54 (1894)[4]

### Specie
Riportiamo qui una lista di specie incluse nel genere Candida (la lista può variare leggermente secondo gli autori).
| Specie                  | Pericolosità per l'uomo | Utilità per l'uomo                    |
| ----------------------- | ----------------------- | ------------------------------------- |
| Candida albicans        | Candidosi               |                                       |
| Candida amphixiae       |                         |                                       |
| Candida antarctica      |                         | Enzimi industriali                    |
| Candida argentea        |                         |                                       |
| Candida ascalaphidarum  |                         |                                       |
| Candida atlantica       |                         |                                       |
| Candida atmosphaerica   |                         |                                       |
| Candida auris           | Candidosi               |                                       |
| Candida blankii         |                         | Potenziali usi industriali            |
| Candida blattae         |                         |                                       |
| Candida bracarensis     |                         |                                       |
| Candida bromeliacearum  |                         |                                       |
| Candida carpophila      |                         |                                       |
| Candida carvajalis      |                         |                                       |
| Candida cerambycidarum  |                         |                                       |
| Candida chauliodes      |                         |                                       |
| Candida corydali        |                         |                                       |
| Candida dosseyi         |                         |                                       |
| Candida dubliniensis    | Candidosi               |                                       |
| Candida ergatensis      |                         |                                       |
| Candida fermentati      |                         |                                       |
| Candida fructus         |                         |                                       |
| Candida glabrata        | Candidosi               |                                       |
| Candida guilliermondii  |                         |                                       |
| Candida haemulonii      |                         |                                       |
| Candida humilis         |                         |                                       |
| Candida insectamens     |                         |                                       |
| Candida insectorum      |                         | Usi industriali                       |
| Candida intermedia      |                         |                                       |
| Candida jeffresii       |                         |                                       |
| Candida kefyr           | Candidosi               | Usi industriali                       |
| Candida keroseneae      |                         |                                       |
| Candida krusei          | Candidosi               | Fermentazione del cacao               |
| Candida lusitaniae      | Candidosi               |                                       |
| Candida lyxosophila     |                         |                                       |
| Candida maltosa         |                         |                                       |
| Candida marina          |                         |                                       |
| Candida membranifaciens |                         |                                       |
| Candida mogii           |                         |                                       |
| Candida oleophila       |                         | Lotta biologica                       |
| Candida oregonensis     |                         |                                       |
| Candida parapsilosis    | Candidosi               |                                       |
| Candida quercitrusa     |                         |                                       |
| Candida rhizophoriensis |                         |                                       |
| Candida rugosa          |                         |                                       |
| Candida sake            | Candidosi               | Potenziali usi in enologia            |
| Candida sharkiensis     |                         |                                       |
| Candida shehatea        |                         |                                       |
| Candida sinolaborantium |                         |                                       |
| Candida sojae           |                         |                                       |
| Candida stellata        |                         |                                       |
| Candida subhashii       |                         |                                       |
| Candida temnochilae     |                         |                                       |
| Candida tenuis          |                         |                                       |
| Candida theae           |                         |                                       |
| Candida tolerans        |                         |                                       |
| Candida tropicalis      | Candidosi               |                                       |
| Candida tsuchiyae       |                         |                                       |
| Candida ubatubensis     |                         |                                       |
| Candida utilis          | Candidosi, allergie     | Industria alimentare, lotta biologica |
| Candida viswanathii     |                         |                                       |
| Candida zemplinina      |                         |                                       |

## Patologie connesse
Le infezioni da funghi del genere Candida si chiamano genericamente candidosi e per la maggior parte si tratta di infezioni da Candida albicans.
Anche altre specie di Candida (v. tabella sopra) possono essere causa di infezioni similari, principalmente in pazienti immunodepressi.
In alcuni casi di infezione, è possibile riscontrare la presenza di organismi fungini nel circolo sanguigno, in tal caso si parla di candidemia.
Sono stati infine segnalati alcuni casi di endocardite fungina causati da specie di Candida (soprattutto C.albicans).